# Saint-Philbert-sur-Boissey
Saint-Philbert-sur-Boissey är en kommun i departementet Eure i regionen Normandie i norra Frankrike. Kommunen ligger i kantonen Bourgtheroulde-Infreville som tillhör arrondissementet Bernay. År 2022 hade Saint-Philbert-sur-Boissey 172 invånare.

## Befolkningsutveckling
Antalet invånare i kommunen Saint-Philbert-sur-Boissey
Referens:INSEE